# وینس کارتر
وینس لامار کارتر (به انگلیسی: Vincent Lamar Carter) ‏(۲۶ ژانویه ۱۹۷۷) که با عنوان وینس کارتر نیز شناخته می‌شود، بازیکن بسکتبال آمریکایی است. وی بیشتر با دانک آسیاب‌بادی ۳۶۰ و هانی دیپ دانک خود که در مسابقهٔ اسلم دانک سال ۲۰۰۰ اجرا کرد، شناخته می‌شود. او هم اکنون بازیکن تیم آتلانتا هاوکس است و قبلاً در تیمهای تورنتو رپتورز، فینیکس سانز، نیوجرزی نتز و اورلاندو مجیک و دالاس ماوریکس  مشغول توپ‌زنی بود. از افتخارات او می توان به : یک بار قهرمانی در مسابقه اسلم دانک سال ۲۰۰۰ ، بهترین بازیکن تازه وارد در سال  و هشت بار بازی در مسابقه آل-استار اشاره کرد. وی همچنین در سال ۲۰۰۰ با تیم ملی بسکتبال آمریکا قهرمان مسابقات المپیک شد. همچنین وینس کارتر پیر ترین بازیکن حال حاضر لیگ NBA می باشد که فصل ۲۰۱۹،۲۰۲۰ آخرین فصل او در NBA خواهد بود.